# Binary MPEG
Pour les articles homonymes, voir BIM.
 (décembre 2022).
Si vous disposez d'ouvrages ou d'articles de référence ou si vous connaissez des sites web de qualité traitant du thème abordé ici, merci de compléter l'article en donnant les références utiles à sa vérifiabilité et en les liant à la section « Notes et références ».
 (décembre 2022).
Binary MPEG (BiM) format for XML est une norme internationale (ISO/IEC 23001-1 MPEG systems technologies - Part 1: Binary MPEG format for XML) qui définit un format binaire générique pour l'encodage de documents XML. Il s'agit donc d'un XML binarisé.
BiM s'appuie sur la connaissance commune du schema XML entre l'encodage et le décodage, pour obtenir une compression optimale, tout en proposant des mécanismes de fragmentation pour assurer une transmission et un décodage flexibles.
BiM est également utilisé dans les spécifications techniques suivantes :
- MPEG-4 Part 20 (ISO/IEC 14496-20)

- MPEG-7 Systems (ISO/IEC 15938-1)

- MPEG-21 Binary Format (ISO/IEC 21000-16)

- TV-Anytime - Broadcast and On-line Services: Search, select, and rightful use of content on personal storage systems (ETSI TS 102 822)

- ARIB - Coding, Transmission and Storage Specification for Broadcasting System Based on Home Servers (ARIB-STD B38)

- DVB - Carriage and signalling of TV-Anytime information in DVB transport streams (ETSI TS 102 323)

- DVB - Carriage of Broadband Content Guide information over Internet Protocol (ETSI TS 102 539)

- DVB - IP Datacast over DVB-H: Electronic Service Guide  (ETSI TS 102 471)